# 短柱头菟丝子
短柱头菟丝子（学名：Cuscuta reflexa var. anguina）为旋花科菟丝子属下的一个变种。